# 玛丽·科斯塔
玛丽·科斯塔（Mary Costa 1930年4月5日—）是一位美国女高音演唱家、演员，因在1959年的《睡美人》电影中为睡美人配音而出名。

## 生平
她出生于美国田纳西州諾克斯維爾，高中时就加入了合唱团。青年时和家人移居洛杉矶，进入洛杉矶音乐学院学习，毕业后在洛杉矶演出。
她在2000年宣布引退，投身儿童教育事业，担任Childhelp形象大使。